# 赫拉斯維羅納足球俱樂部
維羅納足球俱樂部（Hellas Verona F.C ）是意大利的一家足球俱樂部，目前於義大利甲級足球聯賽比賽。主場設在威尼托大區的城市維羅納。俱樂部成立於1903年。

## 歷史
1903年由中学生组建时球队命名为“希腊”（Hellas），意义为西洋古典学，第一次世界大战期间经过合并后更名为希腊維羅納（Hellas Verona）。曾經是1984–85賽季意甲聯賽的冠軍。維羅納與維羅納城另外一支球隊切沃之間的德比戰被稱為維羅納德比。
2015–16意甲賽季，維羅納只取名第20名，降落乙組。2016/17意乙球季，維羅納取得亞軍，重返意甲。2017–18球季在意甲排第 19 位，降落乙組。
2018-19赛季末，維羅納透過升级附加赛重返意甲。

## 著名球員
- （Cristian Brocchi）
- （Mauro Camoranesi）
- （Marco Cassetti）
- （Alberto Gilardino）
- （Filippo Inzaghi）
- （Massimo Oddo）
- （Angelo Peruzzi）
- （Gianluca Pessotto）
- （Paolo Rossi）
- （Damiano Tommasi）
- 高迪奧·肯尼基亞（Claudio Caniggia）
- （Martin Laursen）
- （Preben Elkjær Larsen）
- （Sébastien Frey）
- （Thomas Berthold）
- （Hans-Peter Briegel）
- 马里奥·弗里克（Mario Frick）
- （Adrian Mutu）
- （Florin Răducioiu）
- （Joe Jordan）
- （Valon Behrami）
- （Craig Davies）
- （Luca Toni）

## 俱樂部榮譽
| 榮譽         | 次數        | 年度                                  |
| 本 土 聯 賽  | 本 土 聯 賽 | 本 土 聯 賽                           |
| ------------ | ----------- | ------------------------------------- |
| 義甲冠軍     | 1           | 1984-85年度                           |
| 義乙冠軍     | 3           | 1956-57年度，1981-82年度，1998-99年度 |
| 本 土 盃 賽  |             |                                       |
| 義大利盃亞軍 | 3           | 1976年，1983年，1984年                |

## 外部連結
- 官方網站 （页面存档备份，存于）